# Lissonota mulleola
Lissonota mulleola là một loài tò vò trong họ Ichneumonidae.